# Figueira e Barros
Figueira e Barros is een plaats (freguesia) in de Portugese gemeente Avis en telt 356 inwoners (2001).